# Paul Beesley
Paul Beesley (Liverpool, 21 luglio 1965) è un ex calciatore inglese, di ruolo difensore.

## Biografia
Suo figlio Jake è a sua volta un calciatore professionista.

## Caratteristiche tecniche
Poteva giocare sia come difensore centrale che come terzino sinistro.

## Carriera
Dopo aver giocato nelle giovanili dei semiprofessionisti del Marine Beesley nel 1984, all'età di 19 anni, si trasferisce al Wigan, club della terza divisione inglese, con il quale fa il suo esordio tra i professionisti. Rimane in squadra per cinque stagioni consecutive, tutte in questa categoria, in cui mette a segno 3 gol in complessive 155 presenze (disputando invece in totale 185 partite tra tutte le competizioni ufficiali con il club). Nell'ottobre del 1989 viene poi ceduto per 175000 sterline al Leyton Orient, club con cui rimane per una sola stagione, nella quale segna un gol in 32 partite giocate in terza divisione.
Nel giugno del 1990 lascia il club londinese, che lo rivende per 300000 sterline allo Sheffield Utd, club neopromosso in prima divisione. Gioca in questa categoria, nella quale esordisce all'età di 25 anni (dopo esperienze solo in terza divisione fino a quel momento) per quattro stagioni consecutive, le prime tre delle quali da titolare fisso (37, 40 e 39 presenze, con uno, 2 e 2 gol segnati rispettivamente) e la quarta comunque con buona regolarità di impiego (25 presenze); rimane alle Blades anche durante la stagione 1994-1995, trascorsa in seconda divisione, nella quale segna 2 gol in 27 partite di campionato giocate. Nell'agosto del 1995, dopo complessive 195 presenze fra tutte le competizioni ufficiali con lo Sheffield United (con cui nella stagione 1992-1993 aveva anche giocato una semifinale di FA Cup), viene ceduto per 250000 sterline al Leeds Utd, nuovamente in prima divisione; tuttavia, complice la concorrenza di Lucas Radebe e David Wetherall, è essenzialmente una riserva in ciascuna delle sue due stagioni trascorse nel club, con cui gioca rispettivamente 12 e 10 partite di campionato nelle stagioni 1995-1996 e 1996-1997, quest'ultima terminata peraltro anzitempo con una cessione al Manchester City per 500000 sterline nel febbraio del 1997. Ai Citizens, che giocavano in seconda divisione, ritrova Frank Clark, l'allenatore che otto anni prima l'aveva voluto al Leyton Orient, che però nella parte finale della stagione lo schiera in campo in sole 6 partite. Successivamente, complice anche l'esonero di Clark, sostituito in panchina da Joe Royle, finisce ai margini della rosa: dopo ulteriori 10 presenze, infatti, dal dicembre del 1997 al termine della stagione gioca in prestito prima al Port Vale e poi al West Bromwich, entrambi club di seconda divisione, con i quali gioca rispettivamente 5 e 8 partite di campionato.
Nell'estate del 1998 il City lo svincola e Beesley, rimasto libero, si accasa al Port Vale, sempre in seconda divisione; trascorre ai Valiants una sola stagione, in cui segna 3 gol in 35 partite di campionato giocate, ricevendo tra l'altro una multa dalla Football Association per via dell'elevato numero di ammonizioni ricevute (12, ovvero una ogni tre partite giocate). Nell'estate del 1999 il nuovo allenatore del club Brian Horton lo lascia libero, ed il difensore si accasa così al Blackpool, in terza divisione: anche con i 'Tangerines gioca in realtà per una sola stagione, terminata peraltro con una retrocessione in quarta divisione, trovando relativamente poco spazio (18 presenze). Rimasto nuovamente senza squadra, nel 2000 scende in Football Conference (quinta divisione e più alto livello calcistico inglese al di fuori della Football League) al Chester City; qui gioca 33 partite di campionato, e la sua squadra grazie anche al suo contributo chiude il torneo con il minor numero di gol subiti in stagione; il club biancazzurro raggiunge inoltre la semifinale di FA Trophy. Nell'ottobre del 2001 si trasferisce infine allo Stalybridge Celtic, sempre in quinta divisione; dopo una sola stagione, peraltro conclusasi con una retrocessione, Beesley passa infine al Ballymena Utd, club della prima divisione nordirlandese, con cui nei primi mesi della stagione 2001-2002 gioca 5 partite per poi, all'età di 37 anni, ritirarsi.
In carriera ha totalizzato complessivamente 456 presenze e 14 reti nei campionati della Football League.

## Palmarès

### Club

#### Competizioni nazionali
- Football League Trophy: 1

Wigan: 1984-1985
- Conference League Cup: 1

Chester City: 2000-2001